# 남십자성 (드라마)
《남십자성》은 1986년 11월 4일부터 1987년 2월 25일까지 방영했던 KBS의 반공드라마이다.

## 기획의도
싱가포르를 무대로 한국인 유학생과 북한처녀의 드라마

## 제작진
- 극본 : 박병우
- 연출 : 이영국

## 출연진
- 문오장
- 백윤식
- 이낙훈
- 이춘식
- 장항선
- 최선아